# Big Eden
Big Eden (tj. Velký ráj) je americký hraný film z roku 2000, který režíroval Thomas Bezucha podle vlastního scénáře. Film popisuje citový vztah mezi dvěma muži na americkém venkově, kde jsou místní obyvatelé prosti jakýchkoliv předsudků proti homosexualitě. Film se natáčel v Montaně v oblasti Národního parku Glacier.

## Děj
Henry Hart je úspěšný umělec, který se prosadil v New Yorku, kde již žije dlouhá léta. Má krátce před novou vernisáží. Když se však dozví, že jeho dědeček prodělal infarkt, vrací se okamžitě do Montany do svého rodného městečka, aby se o něj postaral. Po návratu je konfrontován s nevyřešeným vztahem ke svému bývalému příteli ze střední školy Deanu Stewartovi. Dean je ženatý, má děti, přesto k Henrymi cítí stále náklonnost. Henry se ale současně pozvolna sbližuje s Pikem Dexterem, majitelem zdejšího koloniálu a hospody. Pike je ovšem velmi plachý a uzavřený a bojí se svou náklonnost dát jakkoliv najevo. Navíc je zřejmé, že Henry se vrátil zpět jen dočasně. Pikovi pomáhají překonávat jeho nesmělost nejen dědeček Sam Hart, ale i štamgasti z jeho hospody a členky místního dámského klubu, které by rády, aby se Henry usadil a zůstal natrvalo v městečku.

## Obsazení
| Arye Gross         | Henry Hart           |
| Eric Schweig       | Pike Dexter          |
| Tim DeKay          | Dean Stewart         |
| Louise Fletcherová | Grace Cornwell       |
| George Coe         | Sam Hart             |
| Nan Martin         | Widow Thayer         |
| O’Neal Compton     | Jim Soams            |
| Corinne Bohrer     | Anna Rudolph         |
| Veanne Cox         | Mary Margaret Bishop |
| Cody Wayne Meixner | Ben Stewart          |

## Ocenění
- 2000 Outfest: cena publika – nejlepší celovečerní film; cena poroty – vynikající herec v celovečerním filmu (Eric Schweig)
- 2000 San Francisco International Lesbian & Gay Film Festival: cena publika – nejlepší celovečerní film
- 2000 Seattle Lesbian & Gay Film Festival: cena publika
- 2000 Cleveland International Film Festival: nejlepší americký nezávislý film
- 2001 Florida Film Festival: cena publika – nejlepší celovečerní film
- 2001 Miami Gay and Lesbian Film Festival: cena poroty – nejlepší film
- 2001 Toronto Inside Out Lesbian and Gay Film and Video Festival: cena publika – nejlepší film